# Joanna Cherry
Joanna Cherry (nascuda el 18 de març del 1966) és una política escocesa del partit Scottish National Party (SNP) per la regió Edimburg sud-oest des del 2015.
Cherry és la portaveu d'afers interns i justícia en la Cambra dels Comuns del Regne Unit. També té el títol honorífic Queen's Counsel. Es va educar al St Margaret's Convent School d'Edinburgh i a la Universitat d'Edimburg, on va aconseguir diferents honors, graus i màsters durant 1989 i 1990. El 1995 esdevé advocada amb interès particular en relacions laborals, salut, seguretat, riscos i negligència professional. Cherry constitueix el grup "Advocats pel Sï" (pro-independència) en la campanya del referèndum per la independència de Escòcia del 2014. A les eleccions generals del febrer del 2015, és escollida candidata pel SNP per la regió Edimburg Sud-oest. També va tornar a guanyar a les eleccions del juny del 2017.